# 王廷陈
王廷陈（1493年—1550年），字稚钦，号梦泽。湖广黄州府黄冈县人，軍籍。明代诗人。生于弘治六年（1493年）八月廿二日，卒于嘉靖廿九年（1550年）腊月十六日。官至裕州知州。有《梦泽集》。

## 生平

### 幼时
王廷陳自幼穎慧過人，喜好玩耍，父親鞭打他，他就大呼：「大人奈何虐天下名士！」

### 仕途
正德八年（1513）湖廣乡试第五十名舉人，正德十二年（1517年）中丁丑科會試第五名，殿试二甲十六名进士，選翰林院庶吉士。此后愈发恃才放狂。时明武宗下诏南巡，王廷陈与同馆的舒芬等人想要上疏劝谏，而馆师石珤极力制止，王廷陈就在墙上用大号字体作《乌母谣》讽刺他，使石珤及馆中执政都不悦。后来上疏使皇帝震怒，王廷陈被罚跪五天，处以廷杖，本已改官吏科给事中，結果被外派为裕州知州。
王廷陈不善处理地方政务，又因失职导致民怨风起。案件积压在桌上，他却视而不理。夏天天热，他光着脚就升堂，看见有鸟飞过，就立刻停止问案，拿出弹弓打鸟。上面有官员来视察，他也不出迎。
后来，布政使陈凤梧和巡按御史喻茂坚先后到来，王廷陈由于陈凤梧是主考官，所以特地出外迎接。陈凤梧称赞廷陈说：“你侍候我这自然是好的，御史马上就要来了，你侍候他应当加倍谨慎。”王廷陈答应了。等到喻茂坚到了，因为王廷陈平素傲慢，喻茂坚有意识的想削减、抑制他的威望，就将王廷陈小的过失张榜通告全州的官吏。王廷陈为此跪地请求原谅，喻茂坚却更加严厉。廷陈大骂说到：“陈公害了我。”径直上堂与喻茂坚对峙，把所有的吏卒都叫出来，锁上门，断绝了所有的供给，而且将所有事情事情悉数上奏。喻茂坚非常窘迫，陈凤梧为喻茂坚解围，于是喻茂坚连夜离开。
不久喻茂坚上奏弹劾王廷陈，正好此时在裕州告状却没被审理的人站出来，上奏王廷陈不处理政事，王廷陈被收捕入狱，革职返回家乡。世宗继位后，以前被贬官的人都官复原职了，唯独廷陈因为特别，大臣们商议后决定不予恢复。

### 隐居
王廷陈独自隐居二十餘年，喜好喝酒以及听歌女唱歌奏乐，同时自己的行为越发的放浪不羁。士大夫去他家探望的时候，他常常一头乱发，光着双脚，也不讲究主客之礼。他常常衣着随意地骑着牛马，在乡间田野上高歌而行。
嘉靖十八年时，皇帝下诏要修订《承天大志》，巡抚顾璘向上推荐了王廷陈以及颜木、王格。在全书修订完毕之后，却并不能让皇帝满意，仅仅只是赏赐了他们一些银两钱币。

## 著作
著有《梦泽集》23卷。

## 家族
曾祖王思旻，州同知。祖父王文奎，封户部主事。父王濟，官至吏部郎中。母汪氏，封安人。重庆下。兄廷録，贡士；廷楫；王廷梅，贡士、嘉靖二年进士；廷詔；廷讚；廷儒，贡士；廷器；弟廷槐。

## 延伸阅读
[在维基数据编辑]
 在维基文库阅读此作者作品
 《明史卷二百八十六》，出自《明史》